# La gravedad y la gracia
La gravedad y la gracia (título original en francés: La pesanteur et la grâce) es una recopilación póstuma de pensamientos de la filósofa y mística francesa Simone Weil.
Si bien es uno de los libros más asociados con Simone Weil, la obra no fue pensada para ser un libro en absoluto; consiste de hecho en varios pasajes seleccionados de los cuadernos de Weil y ordenados temáticamente por Gustave Thibon. Weil le había dado a Thibon algunos de sus cuadernos escritos antes de mayo de 1942, pero no con la intención expresa de publicarlos; por lo tanto, las selecciones, la organización y la edición resultantes de La gravedad y la gracia estuvieron muy influenciadas por aquel, un católico devoto influido por el místicismo negativo.
Charles Moeller indicó al respecto la poca compatibilidad del pensamiento de Weil con la doctrina católica, lo que ha llevado a que sea comparado con la obra de Juan de la Cruz, quien fue acusado ante la inquisición varias veces.
Aunque este título es uno de los más famosos de la filosofía XX, no es parte de las Obras Completas de Simone Weil que publicó Ediciones Gallimard: porque «Pensar a Simone Weil según el único dualismo de la gravedad y la gracia impide comprender que la metafísica del ser culmina aquí en una metafísica de la libertad.» siendo el fin último de la libertad humana la libre conversión del ser en amor, a través de la compasión y la entrega de sí. La relación entre el mundo, el hombre y Dios se desarrolla según un doble movimiento: un movimiento analógico a través del amor inspirado por cualquier forma de mediación aquí abajo, por ejemplo el orden del mundo y la belleza de la creación, reflejo del bien y de Dios; y un movimiento cata-lógico, que es el descenso de Dios, el descenso de la gracia, movimiento contrario a la gravedad en cuanto es amor y no caída.

## Contexto

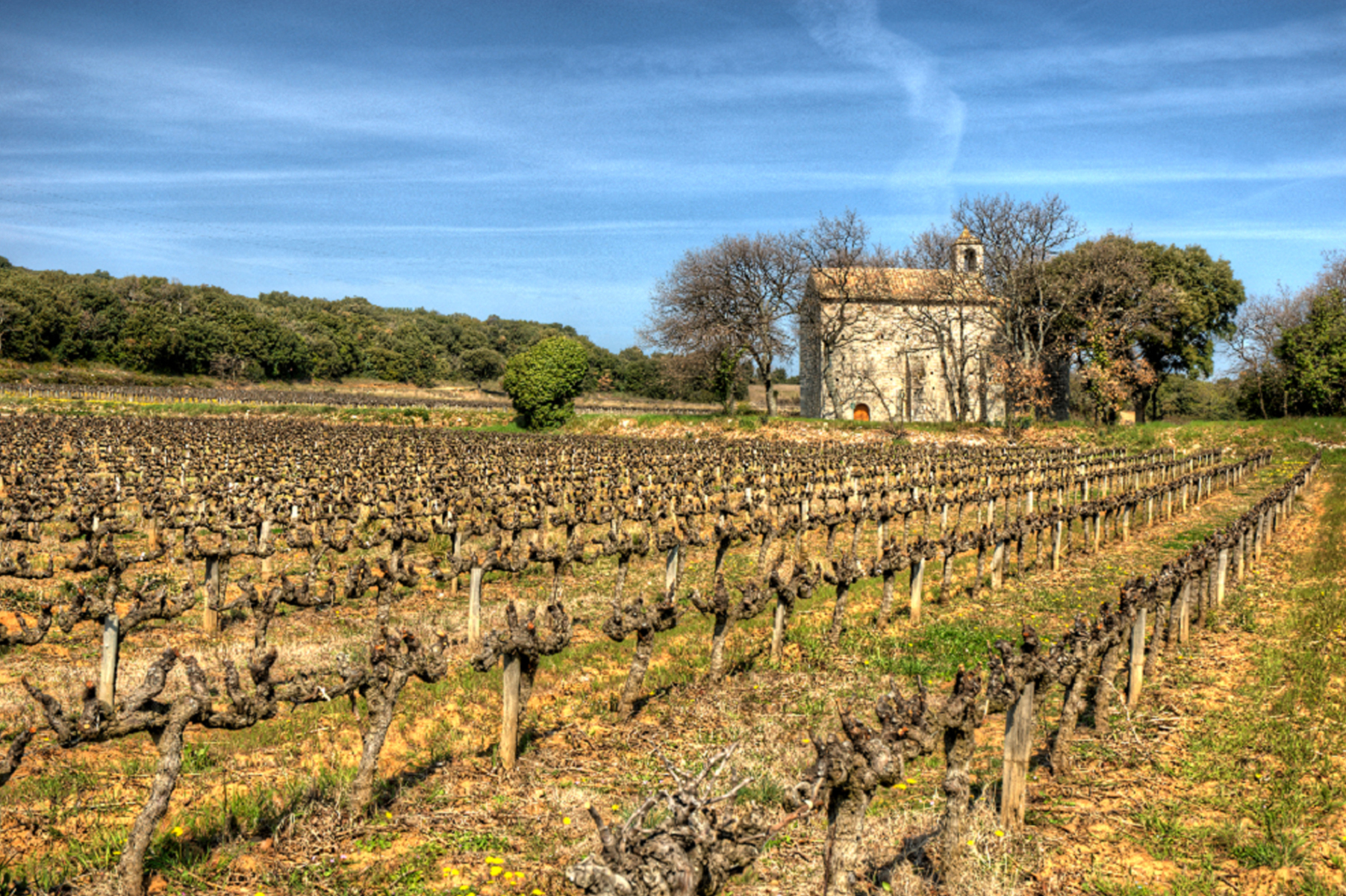
La capilla de Saint-Sulpice en Saint-Marcel-d'Ardèche, donde Simone Weil fue contratada como jornalera agrícola por Gustave Thibon. A pesar de su pesimismo metafísico, la pensadora vio en el trabajo manual la posibilidad, escribe Alberto Melloni, «de hacer de la obra maldita del Génesis el lugar de bendición que hace del individuo un ser amable y sociable».

Simone Weil era de origen judío y huyó con su familia el 13 de junio de 1940, en el marco de la Segunda Guerra Mundial, de las tropas alemanas desde París a Marsella, que se hallaba en la Francia de Vichy. Antes de abandonar Francia hacia Casablanca el 7 de junio de 1942, entregó en la estación de tren a su amigo, el filósofo cristiano Gustave Thibon, un paquete que contenía once cuadernos con notas, los llamados Cuadernos de Marsella, escritos entre el otoño de 1941 y la primavera de 1942. Thibon los seleccionó y los ordenó por temas, Weil autorizó a Thibon a «leer los pasajes que quiera a quien quiera [...]. Si no sabes nada de mí durante 3 o 4 años, considérate el dueño total«. Thibon afirmó que: «Al leer sus cuadernos, sentí una afinidad espiritual que nunca antes había experimentado: encontré allí lo que había pensado y lo que esperaba.» Esta selección fue publicada por la editorial Plon en 1947 y, según Georges Hourdin, «la aparición del pequeño volumen suscitó inmediatamente una respuesta sensacional entre los lectores.» Thibon explicó extensamente las circunstancias de su amistad con Weil en su prefacio a la primera edición y luego en el libro que escribió con el padre Perrin: Simone Weil telle que nous l’avons connue (Simone Weil como la conocíamos).
Weil «escribió dieciocho cuadernos; los numerados por ella del I al XI son los que confió a Gustave Thibon. Hay uno anterior, y los que siguen, redactados en Nueva York, corresponden al libro El conocimiento sobrenatural. El último lo escribió en Londres.»

## Antecedentes

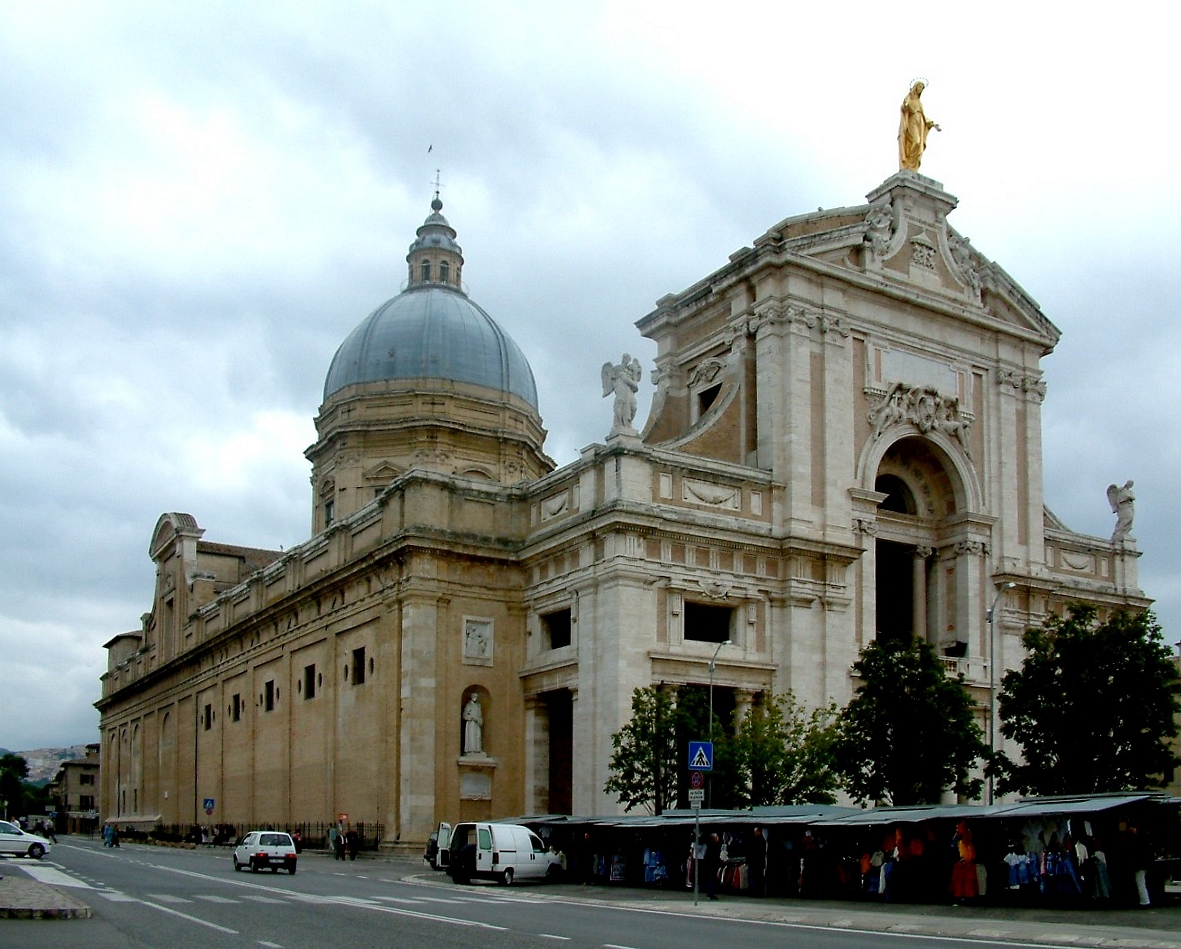
La Basílica de Santa María de los Ángeles en Asís, donde Simone tuvo uno de los tres encuentros espirituales que la llevaron a su conversión al cristianismo.

Weil nació en un hogar secular y fue criada en un «agnosticismo absoluto». Cuando era adolescente, consideró la existencia de Dios por sí misma y decidió que no se podía saber nada con certeza. Sin embargo, en su Autobiografía espiritual, Weil registra que siempre tuvo una perspectiva cristiana y que desde su más tierna infancia tomó en serio la idea de amar al prójimo.
Weil se sintió atraída por la fe cristiana a partir de 1935, cuando tuvo la primera de tres experiencias religiosas fundamentales: sentirse conmovida por la belleza de los habitantes de un pueblo cantando himnos en una procesión con la que se topó en Póvoa de Varzim durante unas vacaciones en Portugal. Weil escribió más tarde que «de pronto se convenció de que el cristianismo es por excelencia la religión de los esclavos, que los esclavos no pueden evitar pertenecer a ella, y ella entre otras».
Mientras estaba en Asís, durante la primavera de 1937, Weil experimentó un éxtasis religioso en la Basílica de Santa María degli Angeli, la misma iglesia en la que había orado Francisco de Asís. Bajando del pueblo se encuentra la iglesia de San Damián, donde una vez vivió Santa Clara. Cerca de ese lugar se encuentra el lugar donde supuestamente Francisco de Asís compuso la mayor parte de su Cántico de las criaturas. Más abajo del pueblo, en el valle, se encuentra la enorme basílica barroca de Santa María de los Ángeles, terminada en el siglo XVII y reconstruida en el siglo XIX, que alberga un raro tesoro: una diminuta capilla románica que se encontraba en los días de Francisco de Asís, la Porciúncula donde reunía a sus hermanos. Fue en esa pequeña capilla donde Weil se sintió obligada por primera vez a arrodillarse y orar.

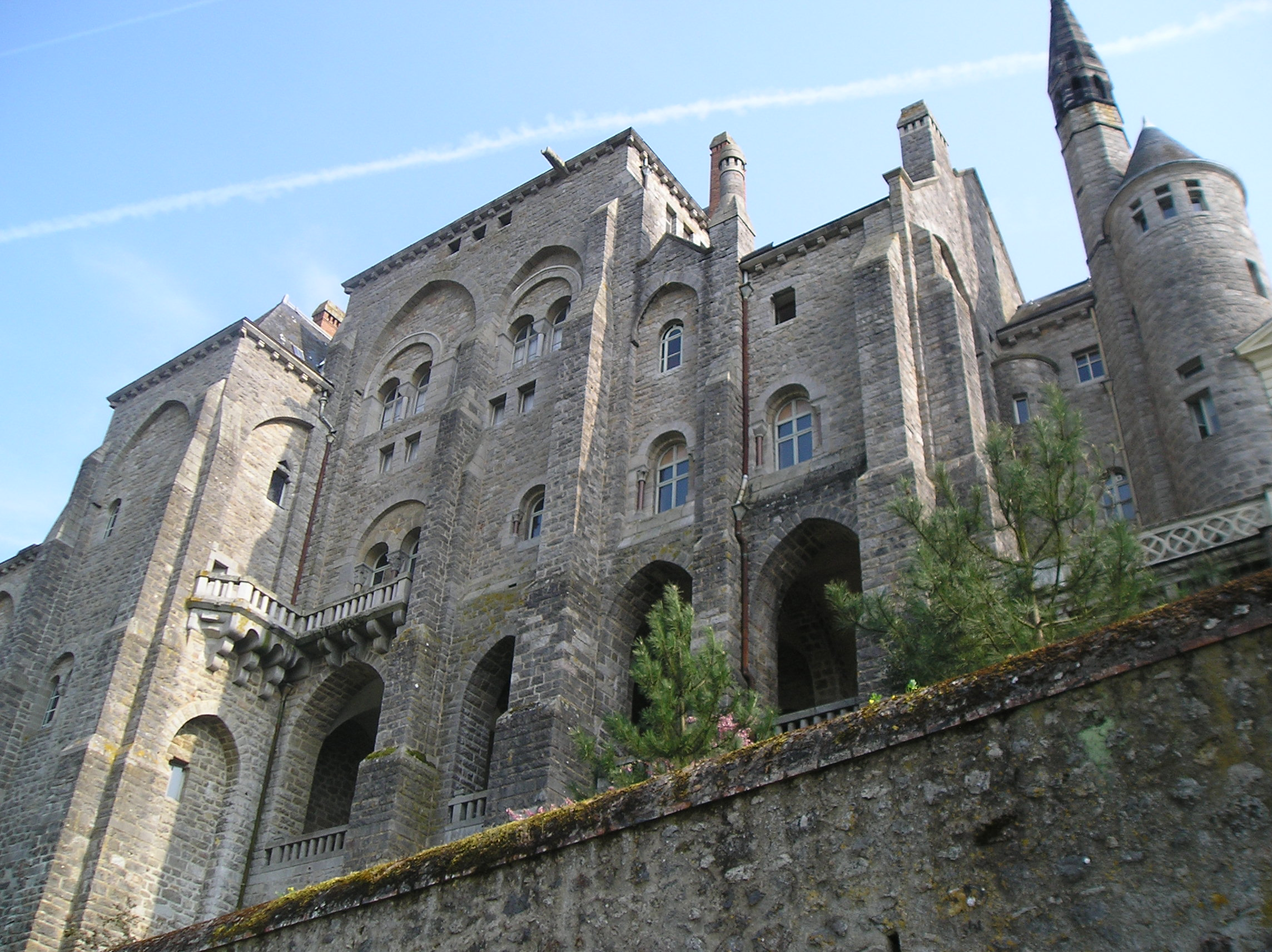
Abadía de Solesmes

Weil tuvo una tercera revelación, más poderosa, un año después, mientras recitaba el poema Love de George Herbert. Dijo al respecto: «La palabra Dios no tenía lugar en mis pensamientos. Sólo lo tuvo desde el día [...] en que no pude rechazarlo. En un momento de intenso dolor físico [...] sentí, sin estar absolutamente preparada para ello, una presencia más personal, más cierta, más real que la de un ser humano, inaccesible tanto a los sentidos como a la imaginación, análoga al amor que brilla a través de la sonrisa más tierna de un ser amado. No podía estar preparada para esta presencia; nunca había leído a los místicos. A partir de ese momento el nombre de Dios y el de Cristo se mezclaron de manera cada vez más irresistible con mis pensamientos. Hasta entonces mi única fe había sido el amor fati de los estoicos, tal como lo entendía Marco Aurelio, y siempre lo había practicado fielmente». En 1938 Weil visitó la abadía benedictina de Solesmes y mientras sufría dolores de cabeza encontró en el canto gregoriano una alegría pura que le hizo sentir la «posibilidad de vivir el amor divino en medio de la aflicción».
Se sintió atraída por el catolicismo, pero declinó ser bautizada en ese momento, prefiriendo permanecer fuera debido «al amor a aquellas cosas que están fuera del cristianismo». Aunque profundamente religiosa, Weil era escéptica respecto de la Iglesia y del dogma como institución, afirmando: «No tengo el más mínimo amor por la Iglesia en el sentido estricto de la palabra» y estaba horrorizada por el concepto de anatema, ya que se negaba a separarse de los no creyentes. Weil consideraba que la humildad es incompatible con la pertenencia a un grupo social “elegido por Dios”, no importa si ese grupo sea una nación o una Iglesia.
Weil no limitó su curiosidad al cristianismo. Estaba interesada en otras tradiciones religiosas, especialmente los misterios griegos y egipcios, el hinduismo (especialmente los Upanishads y el Bhagavad Gita) y el budismo Mahayana. Ella creía que todas estas y otras tradiciones contenían elementos de revelación genuina. Escribió al respecto: «Grecia, Egipto, la antigua India, la belleza del mundo, el reflejo puro y auténtico de esta belleza en el arte y la ciencia... Estas cosas han hecho tanto como las visiblemente cristianas para entregarme en las manos de Cristo como su cautivo. Creo que podría incluso decir más.»
Sin embargo, Weil se oponía al sincretismo religioso, afirmando que borraba la particularidad de las tradiciones individuales: Cada religión es verdadera por sí sola, es decir, que en el momento en que pensamos en ella debemos prestarle tanta atención como si no hubiera ninguna otra cosa... Una «síntesis» de la religión implica una menor calidad de atención.

## Temas

### Ausencia
La ausencia es una imagen clave de su metafísica, cosmología, cosmogonía y teodicea. Sostiene que Dios creó mediante un acto de autodelimitación; en otras palabras, que debido a que Dios es concebido como plenitud absoluta, un ser perfecto, ninguna criatura puede existir excepto donde Dios no esté. Así pues, la creación se produjo sólo cuando Dios se retiró en parte: «Dios no puede estar presente en la creación sino en forma de ausencia.» Esta idea refleja el tsimtsum, una noción central en la narrativa de la creación de la Cábala judía.
Se trata, para Weil, de una kénosis (“vacío”) original que precede a la kenosis correctiva de la encarnación de Cristo. Los seres humanos nacen en una posición condenada, no a causa del pecado original, sino porque para ser creados deben ser lo que Dios no es; en otras palabras, deben ser inherentemente «impíos» en algún sentido. Esta idea encaja más ampliamente en la teología apofática: «Aceptar un vacío en uno mismo es sobrenatural. ¿De dónde sacar la energía para un acto sin contrapartida? La energía debe venir de otra parte. Pero primero tiene que haber, sin embargo, un desgarramiento, algo desesperado, antes de que se produzca un vacío. Vacío: noche oscura.»
Esta noción de creación es una piedra angular de su teodicea, ya que si la creación se concibe de esta manera -si implicara necesariamente el mal- no habría un problema del mal en un mundo perfecto. La presencia del mal tampoco constituye una limitación de la omnipotencia de Dios, ya que el mal está presente no porque Dios no pudiera crear un mundo perfecto, sino porque el acto de «creación» en su esencia misma implica la imposibilidad de la perfección.
Sin embargo, esta explicación de la esencialidad del mal no implica que los humanos estén simplemente, originariamente y continuamente condenados; por el contrario, Weil afirma que «el mal es la forma que toma la misericordia de Dios en este mundo».  Considera que el mal, y la consecuente desgracia, cumplen la función de impulsar a los humanos hacia Dios: »La aflicción extrema que sobrecoge a los seres humanos no crea la miseria humana, simplemente la revela».

### Desgracia
Weil desarrolló el concepto de «desgracia» (en francés: malheur) mientras trabajaba en fábricas con trabajadores reducidos a una existencia similar a la de las máquinas, donde no podían considerar el pensamiento real o la rebelión, lo que la llevó a  considerar que «el pensamiento huye de la aflicción tan rápida e irresistiblemente como un animal huye de la muerte». Weil encontró esta fuerza demasiado inhumana al afirmar que «la desgracia obliga al hombre a preguntarse continuamente '¿por qué?' -la pregunta a la que esencialmente no hay respuesta- y nada en el mundo puede robarnos el poder de decir 'yo' excepto la aflicción extrema».
Según ella, sólo algunas almas son capaces de experimentar toda la profundidad de la aflicción, las mismas que también son más capaces de experimentar la alegría espiritual: «Sufrimiento, enseñanza y transformación. Es preciso, no que los iniciados aprendan algo, sino que se opere en ellos una transformación que les haga aptos para recibir la enseñanza. Pathos significa a la vez sufrimiento (sobre todo sufrimiento hasta la muerte) y modificación (sobre todo transformación en un ser inmortal).
El sufrimiento y el goce como fuentes de saber. La serpiente ofreció el conocimiento a Adán y Eva. Las sirenas ofrecieron el conocimiento a Ulises. Estas historias ponen de manifiesto que el alma se pierde al buscar el conocimiento en el placer. ¿Por qué? El placer es quizá inocente, siempre que no se busque en él el conocimiento. A éste sólo está permitido buscarlo en el sufrimiento.»

### Creación y decreación
La creación es para Weil una «locura» de Dios, quien para darnos espacio, renunció a sí mismo, limitándose hasta privarse de una parte de su ser: «Sólo podía crear ocultándose. De lo contrario, habría estado allí solo». Este concepto es muy similar al de tzimtzum en la cábala luriana. Dios, como un esclavo, se ha encadenado a las leyes de la necesidad, que le impiden intervenir en el mundo. El mundo está dominado por la fuerza y la cultura misma se basa en la fuerza; esta fuerza es la materia, el horror sin nombre que todo lo aplasta. La monstruosa objetividad del trabajo fabril es una forma moderna y extrema de las leyes mecánicas del universo, como la guerra y las enfermedades, en las que Dios no interviene. Weil cree que la verdad definitiva sólo podrá revelarse a ella en «una de las formas extremas de la desgracia actual»: Para pensar en la desgracia es necesario llevarla en la carne, profundamente incrustada, como un clavo, y llevarla durante mucho tiempo, para que el pensamiento tenga tiempo de endurecerse lo suficiente como para mirarla. [...] Gracias a esta inmovilidad el granito infinitesimal de amor divino arrojado al alma puede crecer a voluntad y dar fruto en la espera [...]. Felices aquellos para quienes la desgracia que ha entrado en su carne es la desgracia del mundo mismo en su época.
Weil creía que para imitar a Dios los humanos deben renunciar a su poder y a su autonomía. Weil se refiere a esto como decreación (décréation), a lo que se refería como «actividad pasiva» o, basándose en sus lecturas del Bhagavad Gita, «acción no activa».
La necesidad incluye tanto las fuerzas físicas como las fuerzas sociales, cuando un individuo es egocéntrico niega la necesidad. El consentimiento a la necesidad significa que la única opción es si se desea o no el bien. este tipo de consentimiento se obtiene metafísicamente a través de la decreación más que a través del esfuerzo.
Para reunirse con Dios, el hombre está llamado, millones de años después de la creación, a cometer una nueva "locura": sacrificarse y aceptar su desgracia hasta el final, para que Dios pueda darle "la plenitud del ser". Aceptar significa transformar; significa transfigurar el sufrimiento en sacrificio redentor,

Significa también «transformar cada acontecimiento realizado en un objeto de deseo. Esto es algo muy diferente a la resignación. Incluso la palabra aceptación es demasiado débil. Hay que desear que todo lo que ha sucedido haya sucedido y nada más. No porque lo que haya sucedido esté bien a nuestros ojos, sino porque Dios lo ha permitido y porque la obediencia del curso de los acontecimientos a Dios es por sí misma un bien absoluto."

 Mientras creamos, somos contradictorios; porque somos dioses y, al mismo tiempo, infinitamente distintos de los dioses. La gratitud, la compasión, la amistad, el amor por la belleza de la creación son sentimientos sobrenaturales,«locuras» dirigidas a Dios El hombre vino al mundo sólo para dejarse negar y dar paso al amor de Dios, que es el amor de Dios a Dios mismo, porque «sólo Dios es capaz de amar a Dios». Por eso Cristo dictaminó que debemos renunciar a nosotros mismos: «Dios se negó en nuestro favor para darnos la posibilidad de negarnos por él». La noción de «decreación» (décréation) - que parece tener como fuente la Cabalá, [Véase, en particular, la afinidad con el concepto judío de tzimtzum (cfr. ) así como con el concepto cristiano análogo de kenosis (cfr. F. Castellana) Weil es central en la reflexión más madura de la pensadora, que se abre a la perspectiva de una anulación voluntaria del ego y del yo personal, incluso sin una abdicación al «nosotros» colectivista: La perfección es impersonal [...] Todo el esfuerzo de los místicos siempre ha estado dirigido a lograr que ya no haya ninguna parte en su alma que diga «yo». Pero la parte del alma que dice «nosotros» es infinitamente más peligrosa.
Anteriormente había escrito: «El deseo es imposible; destruye su objeto. Ni los amantes pueden ser uno, ni Narciso, dos. Don Juan y Narciso. Puesto que desear algo es imposible, se hace preciso desear nada.» El acceso a la verdad, como a la perfección, es inalcanzable a través del «nosotros». Si Bergson había exaltado la «vitalidad» de los místicos, Weil cree que, en el mundo, sólo la muerte es verdadera, y que la tarea de los místicos es traer a la vida un auténtico espíritu de verdad, en una época en la que la sociología comtiana, al sustituir la revolución cientificista por la política, ha creado un ateísmo integral; de hecho, si el marxismo transfiguró al ser humano en otra realidad proyectada en el tiempo, el positivismo abolió toda idea metafísica. Perdida así la noción de «sobrenatural», surgió una civilización del «nosotros» que, al poner el bien en la materia, nos obliga a tratar a la persona como materia.
Según Wolfram Eilenberger, Weil adopta una posición que contradice el existencialismo que estaba surgiendo en aquella época: Mientras que Weil coloca al yo, formado bajo su propia responsabilidad, en el centro de su imagen del hombre, Weil defiende un "existencialismo de la gracia", "Esta gracia consiste en el hecho de que [...] uno se libera de la idea de que exista incluso un yo que necesite ser aprehendido".

### Metaxu: “Toda separación es un vínculo”
Simone Weil tomó prestada de Platón la idea de metaxu, en griego μεταξύ; esta antigua preposición griega transmite la idea de intermediario; Simone Weil desarrolla a partir de esta noción una metafísica de la mediación, que es la continuación lógica de la media geométrica: «Dos prisioneros, en calabozos contiguos, que se comunican dando golpes en la pared. El muro es lo que los separa y es también lo que les permite comunicarse. Así nosotros y Dios. Toda separación es un nexo.» Cada metaxu es un intermediario entre el alma y Dios, es un puente que puede promover la identidad de la relación del alma con Dios.
El mundo en su conjunto, con todos sus componentes, incluido el cuerpo físico, tiene para el hombre en relación con Dios la misma función que tiene el bastón de un ciego en relación con el mundo que lo rodea. No proporciona una visión directa, pero puede utilizarse experimentalmente para poner la mente en contacto práctico con la realidad. Esta metáfora permite interpretar cada ausencia como presencia.
En Platón, esta noción de mediación está en todas partes. Así, en el mito de la caverna, para pasar de la oscuridad a la contemplación del sol se necesitan intermediarios. En este mito, «el papel del intermediario debe situarse a medio camino entre la ignorancia y la plena sabiduría, entre el devenir temporal y la plenitud del ser. Debe tirar del alma hacia el ser, al que llama pensamiento.», escribe Simone Weil. En la cristología de Weil, la mediación suprema y específica de la presencia de Dios en el mundo vuelve a Cristo, «mediador entre los hombres y el Padre, entre el Padre y el Espíritu.» En el orden de la vida humana, muchos elementos constituyen también mediaciones entre el alma y Dios: así la belleza del mundo, la armonía de los contrarios, la poesía, las matemáticas, la geometría, la espiritualidad del trabajo manual son metaxu y deben ser considerados como signos de la presencia inmanente y trascendente de Dios. «Los verdaderos bienes terrenales son metaxu. No pueden respetarse los que son de los demás: no privar a ningún ser humano de su metaxu, es decir de aquellos bienes relativos y mixtos (hogar, patria, tradiciones, cultura, etc.) que calientan y nutren el alma y sin los cuales, aparte de la santidad, un ser humano la vida no es posible.» Por eso es un sacrilegio destruir estos bienes terrenales como las patrias y las naciones: «Para respetar las patrias extranjeras[...] hay que hacer de la propia patria no un ídolo sino un peldaño hacia Dios.»

### Belleza
Para Weil, «Lo bello es la prueba experimental de que la encarnación es posible». La belleza inherente a la forma del mundo (esta inherencia está probada, para ella, en la geometría, y expresada en todo buen arte) es la prueba de que el mundo apunta a algo más allá de sí mismo; establece el carácter esencialmente télico de todo lo que existe. En el concepto de Weil, la belleza se extiende por todo el universo: “Debemos tener fe en que el universo es bello en todos los niveles... y que tiene una plenitud de belleza en relación con la estructura corporal y psíquica de cada uno de los seres pensantes que existen realmente y de todos los que son posibles. Es esta misma concordancia de una infinitud de bellezas perfectas lo que da un carácter trascendente a la belleza del mundo... Él (Cristo) está realmente presente en la belleza universal. El amor de esta belleza procede de Dios que habita en nuestras almas y se extiende hacia Dios presente en el universo”. También escribió que “La belleza de este mundo es la tierna sonrisa de Cristo que nos llega a través de la materia”.
La belleza también cumplía una función soteriológica para Weil: «La belleza seduce la carne para conseguir permiso para llegar al alma». Constituye, pues, otra forma en la que la realidad divina que se esconde tras el mundo invade la vida de las personas: allí donde la aflicción vence con fuerza bruta, la belleza se cuela y derriba desde dentro el imperio del yo.
El verdadero artista no se apoya en la imaginación -lo cual es falaz, porque representa un «yo dentro de mí»-, sino que deja entrar la gracia a través de la contemplación. Como Hannah Arendt, Weil ve en la belleza la manifestación más significativa con la que el ser se revela, la forma que nos invita a amarlo; pero es necesario distanciarnos del objeto amado, dejarlo tal como está, sin deseo de apoderarnos de él. Su peculiar realismo expresa una visión similar, no sólo a la de Arendt, sino también a otras sensibilidades femeninas de la historia de la filosofía, como la mártir Edith Stein, fallecida en Auschwitz un año antes que ella, que encontró en la empatía el camino para tener sentimientos reales. experiencia del otro.

### Teología mística
Según el filósofo Augusto Del Noce, Simone Weil encuentra su lugar en la historia de la filosofía occidental en el punto extremo del pesimismo, donde finalmente se ve «obligada» a convertirse en al misticismo, permaneciendo en la encrucijada entre el cristianismo canónico y el gnosticismo antiguo. Caracterizada por una necesidad de verdad dedicada más a la atención que al proyecto, afirmó, hasta los últimos días de su vida, sentir una laceración íntima y creciente «debido a la incapacidad [...] de pensar juntos en verdad la desgracia de los hombres, la perfección de Dios y el vínculo entre ambos». En su meditación -desarrollada bajo la disciplina del vacío, o desprendimiento (détachement), que hay que formar dentro de uno mismo para dejar espacio a la verdad - es central el problema de la relación atormentada entre el alma y Dios: «Dios se agota, a través del espesor infinito del tiempo y del espacio, por alcanzar el alma y seducirla. Si el alma se deja arrancar, aunque sea solo lo que dura un relámpago, un consentimiento puro y complejo, entonces Dios la conquista. Y cuando se ha convertido en algo enteramente suyo, la abandona. La deja totalmente sola. Y esta debe entonces, a su vez, abrirese camino, aunque a tientas, por la infinita espesura del tiempo y el espacio, en busca de aquel a quien ama. Así es como el alma repite a la inversa el viaje que ha recorrido Dios hizo hacia ella. Y eso es la cruz.»

## Interpretación
La gravedad y la gracia ha sido vista como una suerte de física de la existencia, es decir, una metafísica de la física que sitúa sus conceptos centrales, como fuerza, energía, mecánica, equilibrio, contraste, contradicción y gravedad, en un contexto moral insólito: »Todos los movimientos naturales del alma se rigen por leyes análogas a las de la gravedad material. Sólo la gracia constituye una excepción». La contraparte del mundo material, del mundo de los átomos y las neuronas, no es la mente, porque la mente puede reconocer las leyes de la gravedad, pero no puede abolirlas. Según Weil, las leyes del mundo material sólo pueden ser abolidas por Dios.
Weil creía que la gravedad y la gracia eran opuestas, considerando que la gravedad significa la fuerza del mundo natural por la cual todos los seres están afectados física, material y socialmente y que «aleja» la atención de Dios y de los afligidos, mientras que la gracia describe las leyes sobrenaturales del movimiento descendente, es decir, la “luz” que nos empuja hacia arriba como una resaca, una forma de justicia y un contrapeso, motivada por la bondad de Dios. Weil consideró que la gravedad y la gracia eran los dos aspectos más fundamentales del mundo y que se unían en la cruz.
Para Weil, la gravedad es la única ley natural integral que nos determina. Al mismo tiempo, es la gran metáfora que puede utilizarse para describir todos los efectos en las relaciones interpersonales. Estamos sujetos a este poder, pero también lo utilizamos constantemente. En el espíritu de este poder, siempre buscamos obtener el correspondiente retorno o valor añadido por lo que hacemos, incluso si crecemos en nuestra autoestima cuando hemos hecho algo bueno. 
Cuando sufrimos, queremos ser compensados por ello, aunque sea a través de la compasión de otro. »Necesita un salario equivalente. Tan inevitable como la gravedad.» Cuando exigimos nuestros derechos, actuamos en el espíritu de esta fuerza, al igual que cuando tomamos venganza. Siempre se trata de compensación, de deudas que otros tienen con nosotros, de compensación por alguna desventaja, de recompensa por un logro. Donde surge un vacío, hay que llenarlo. El aburrimiento exige entretenimiento, el sufrimiento exige retribución. Esto llega hasta el punto de que se siente cierta satisfacción cuando no sólo uno mismo sino también los demás se sienten mal, porque en esto hay una justicia que corresponde enteramente a la gravedad. 
Es el principio de economía, de compensación, el que mantiene las cosas en marcha. Esta fuerza domina tanto la naturaleza como la moral - «¿y hay alguna otra, en rigor?» - Sí, hay otra: la luz. La luz es la contrafuerza natural de la gravedad. Mientras la gravedad tira todo hacia abajo, la luz lo levanta. Sin embargo, para Weil la luz es ante todo una metáfora de la condicionalidad del hombre, porque aquí es donde se hace evidente su incapacidad: el hombre no es capaz de alimentarse de la luz. No tiene la clorofila que permite a las plantas vivir de ella sin entrar en el trágico ciclo de daño y compensación. Por eso no se debe juzgar a las personas, porque: «Todas las ofensas son iguales. Sólo hay un delito: que somos incapaces de alimentarnos de luz.» Está claro que esto no es un «delito» en el sentido habitual. Más bien, esta incapacidad, que al mismo tiempo significa que estamos sujetos a la gravedad en todo, describe la situación del hombre como «persona caída»: el hombre vive en un estado de incapacidad. Ésta es su “enfermedad del pecado”: vive en la ambivalencia de este estado de naturaleza, por un lado, y la responsabilidad por él, por el otro. No puede evitarlo y, sin embargo, tiene la tarea de hacerlo de manera diferente a como corresponde a su naturaleza «enferma». – Cómo debería funcionar esto frente a una ley natural todopoderosa es la cuestión que concierne a la naturaleza del hombre, a la que en realidad sólo podrá hacer justicia si finalmente logra superar los efectos de la gravedad. Y funciona, aunque al principio sólo sea en casos excepcionales. La oportunidad de hacerlo siempre está ahí, es decir, dondequiera que puedas soportar, al menos por un momento, renunciar a una compensación. Conocer los efectos cotidianos de la gravedad puede ayudar a exponerse a esta situación, aunque sea por un segundo. Pero en esto reside la posibilidad de que se te otorgue otro poder. Se nos pide en nuestro ser que demos espacio a esta otra fuerza. Y siempre tenemos la oportunidad de hacerlo. 
Weil señala: «La necesidad de una recompensa, la necesidad de recibir el equivalente de lo que se da. Sin embargo, si uno sale de un vacío, superando esta necesidad, esta necesidad, surge algo así como una corriente de aire y cae sobre nosotros una recompensa sobrenatural. […] El hombre sólo escapa a las leyes de este mundo lo que dura un relámpago. Instantes de pausa, de contemplación, de pura intuición, de vacío espiritual, de aceptación del vacío moral. Gracias a esos instantes es capaz de lo sobrenatural.« Tales momentos rompen los efectos de la gravedad. Podemos prestarles atención. No son momentos de abstracción sobrenatural e ilusoria, pero hay en ellos una trascendencia que al mismo tiempo allana el camino para el polo opuesto de gravedad: la gracia, que, como la luz que aporta al cuadro, no es objeto de atención. intercambio, sino que se exuda sin nada a cambio. En el vacío, que es efecto de la gravedad -cuando permanecemos sin equilibrio- está el punto de contacto entre las dos fuerzas del mundo: la gravedad y la gracia. Somos nosotros los humanos quienes podemos mediar en estas fuerzas, porque esto no sucede de forma natural.
Cuanto más vive una persona en un estado material, controlada por los impulsos y las emociones, más se vuelve adicta a la gravedad. Cuanto más se libera de estas ataduras terrenas y finitas, más se mueve en el campo de la gracia (divina). El camino hacia la gracia es el de un abandono radical, que se puede lograr, entre otras cosas, afirmando el sufrimiento. Lo crucial aquí, sin embargo, no es sucumbir al sufrimiento en forma de autocompasión, sino más bien afirmar constantemente la vulnerabilidad fundamental que esencialmente conecta a todos los seres vivos y utilizarla como base para el acceso al mundo. Entonces el sufrimiento se convierte en un medio para liberarse de la gravedad. En lugar de leer, es decir de cubrir el mundo con patrones de interpretación subjetivos e impulsados por las emociones, la “non-lecture”, que se caracteriza por mirar a través del individuo y del yo/subjetivo, se trata de reconocer lo trascendente/divino detrás de ello. Según Weil, la “non-lecture” sólo puede lograrse a través de la etapa preliminar de la autodisciplina, que abre la propia lectura, el propio acceso al mundo, a los demás.

## Recepción
El poeta, dramaturgo y crítico T. S. Eliot señaló en su prólogo a La gravedad y gracia: 

Para comprenderla, no hay que dejarse llevar por el error de considerar hasta qué punto y en qué puntos se está de acuerdo o en desacuerdo con Simone Weil, lo que es muy fácil hacer en una primera lectura. Hay que entregarse simplemente a la personalidad de un genio, un genio semejante al de los santos… Pero la aprobación y el rechazo son secundarios; es importante entrar en contacto con una gran alma.
T. S. Eliot